# Aardbeving Kanto 1923

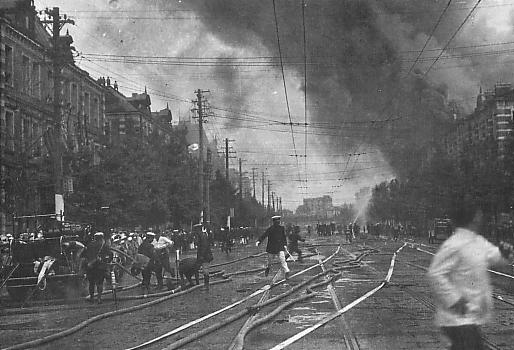
Brandende gebouwen in Marunouchi

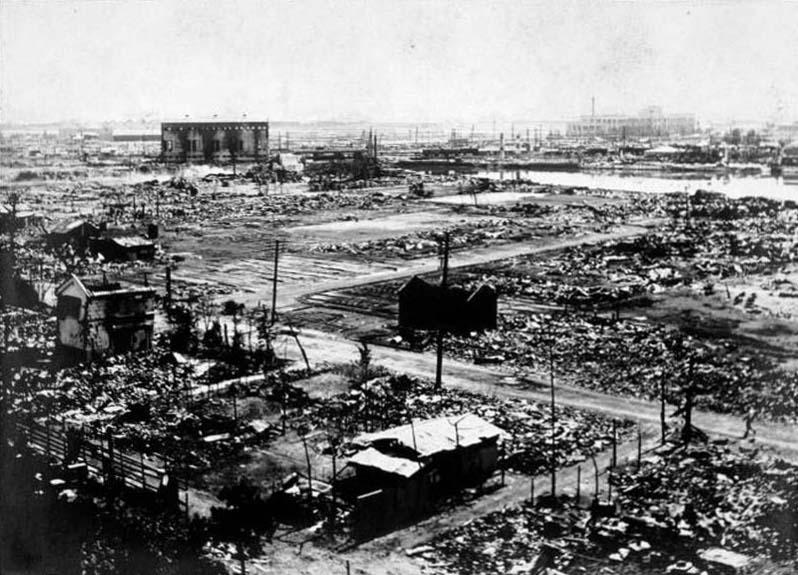
De vernietiging in Yokohama

De Kanto-aardbeving (関東大震災, Kantō daishinsai) of grote Kanto-aardbeving is een aardbeving die in de ochtend van 1 september 1923 de regio Kanto in Japan trof. De aardbeving duurde volgens verschillende bronnen zo'n 4 tot 10 minuten, en had een kracht van 8,3 op de schaal van Richter. Het hypocentrum lag diep onder het eiland Izu Ōshima in de Sagamibaai.
De aardbeving verwoestte Tokio, de havenstad Yokohama, de omgevende prefecturen Chiba, Kanagawa, en Shizuoka, en richtte veel schade aan in de gehele regio. De aardbeving was sterk genoeg om een 93 ton zwaar Kotoku-in beeld in Kamakura twee voet te verplaatsen.
Het aantal doden als gevolg van de aardbeving wordt geschat op tussen de 100.000 en 142.000. Die laatste schatting was inclusief 40.000 vermisten. Daarmee was de aardbeving een van de zwaarste ooit in Japan.

## Schade en doden
Omdat de aardbeving plaatsvond rond lunchtijd, waren veel mensen op dat moment bezig te koken. Dit zorgde ervoor dat er extra veel branden uitbraken tijdens de aardbeving als gevolg van open vuur. Deze branden werden door de felle wind van een orkaan voor de kust van het schiereiland Noto snel aangewakkerd, en groeiden uit tot vuurstormen. Veel mensen stierven door deze branden. Zo vonden ongeveer 38.000 mensen de dood toen ze op een open plek in de Rikugun Honjo Hifukusho werden getroffen door een vuurkolk. Het blussen van de branden duurde bijna twee dagen.
Het keizerlijk paleis vloog ook in brand, maar de prins-regent bleef ongedeerd. De keizer en keizerin waren ten tijde van de aardbeving in Nikko, en verkeerden dus niet in gevaar.
In de berggebieden zorgde de aardbeving voor aardverschuivingen, die veel huizen vernielden. Deze aardverschuivingen waren verantwoordelijk voor ongeveer 800 doden. Bij een treinstation in het dorpje Nebukawa duwde een aardverschuiving een trein met 100 passagiers van de heuvel in zee. De aardbeving veroorzaakte aan de kust een aantal tsunami's, die onder andere de Sagamibaai, het schiereiland Boso, de Izu-eilanden en de oostkust van het schiereiland Izu troffen. Er werden tsunami's tot 10 meter hoog gerapporteerd. Na de aardbeving werden nog 57 naschokken waargenomen. Rond de tijd van de aardbeving trof een sterke orkaan de baai van Tokio.

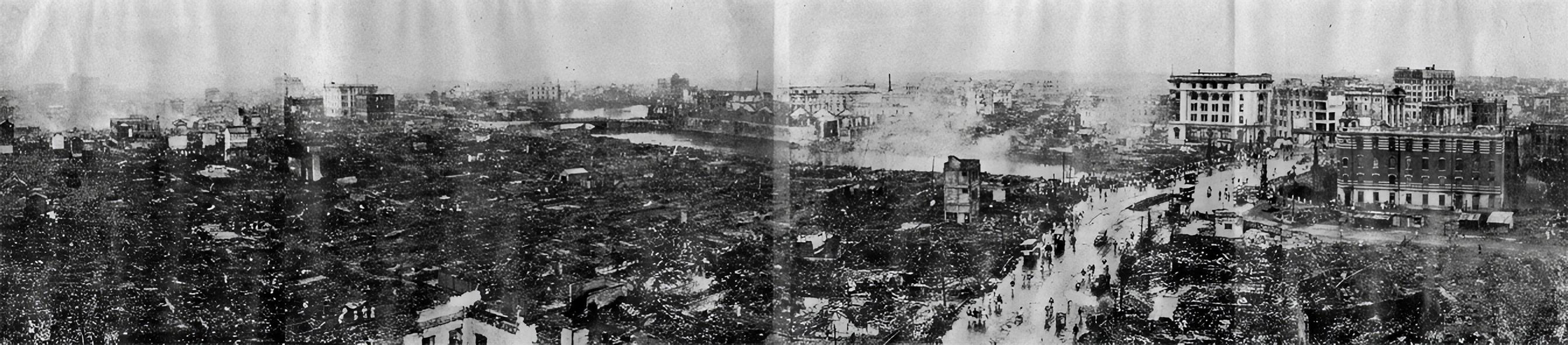
Vernietiging van Nihonbashi en Kanda, gezien vanaf het dak van het Dai-ichi Sogo-gebouw, Kyōbashi.

## Nasleep

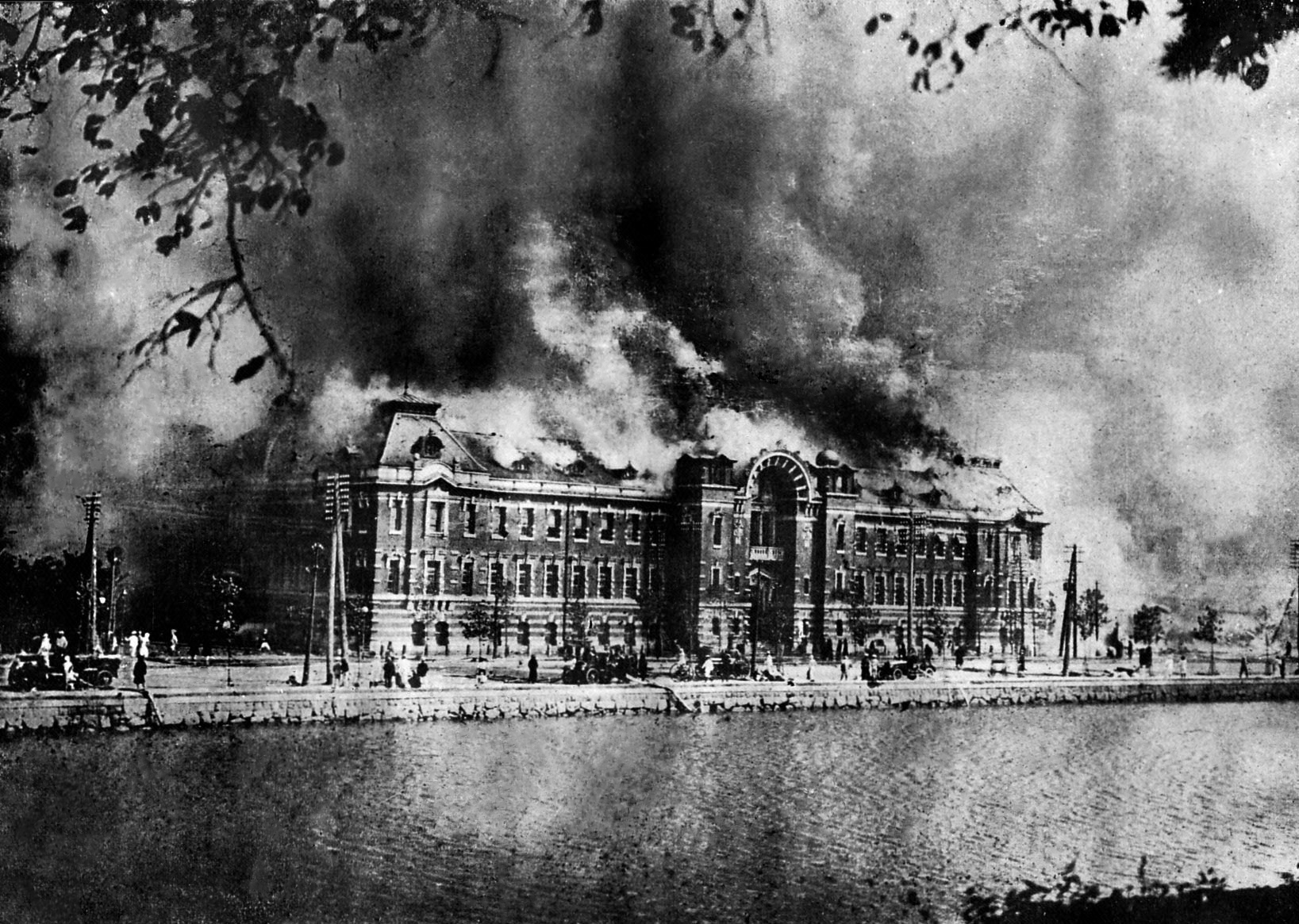
Brandend politiebureau in Marunouchi.

De paniek en verwarring die de aardbeving veroorzaakte, leidde al snel tot een groot aantal geruchten en valse informatie, zowel binnen als buiten de getroffen regio. Japanse kranten vermeldden onder andere dat Tokio geheel van de kaart zou zijn geveegd, de hele regio Kanto in zee zou zijn gezonken, dat de Izu-eilanden zouden zijn vernietigd door vulkanische activiteit, en dat een enorme tsunami het land tot aan de berg Akagi zou hebben overspoeld.
Een van de sterkste geruchten die de ronde deed was dat de Koreanen die in Japan woonden van de situatie gebruik zouden maken om chaos en vernielingen aan te richten, zoals brandstichting en het vergiftigen van drinkwater. Dit leidde er in de nasleep van de aardbeving toe dat Koreanen massaal werden gearresteerd en gelyncht door woedende menigten. Veel kranten wakkerden deze geruchtenstroom aan. Het ministerie van Binnenlandse Zaken Naimushō kondigde de krijgswet af, en gaf alle politiekorpsen en legereenheden het bevel de orde te bewaren. In totaal zouden 6.000 Koreanen zijn gedood. Dit staat bekend als de Kanto Massacre. Alle mensen die later voor de moorden werden veroordeeld waren burgers, hoewel ook enkele militairen en politieagenten betrokken waren bij de misdaden.
Na de aardbeving werd serieus overwogen om de Japanse hoofdstad te verplaatsen naar een minder aardbevingsgevoelige regio. Dit plan werd echter afgeblazen. Gotō Shimpei organiseerde een reconstructieplan voor Tokio, met een modern netwerk van wegen, treinen en openbare diensten. Er werden overal in Tokio parken aangelegd als schuilplaatsen, en openbare gebouwen werden onder strengere eisen gebouwd.
Sinds 1960 wordt elk jaar op 1 september de aardbeving herdacht, en worden mensen nog eens extra op gewezen altijd voorbereid te zijn op een aardbeving.